# Patrioten (1792)
Patrioten var en politisk dagstidning utgiven av  L. M. Philipson. från 17 augusti 1792 till mars 1794 i Stockholm.Prospecten til et nytt Dagblad daterad 13 augusti 1792  tillkännagav Patriotens utgivande. Denna avtrycktes i Stockholms Posten den 15 augusti och 18 augusti 1792.
Devis: Med högsta skäl wi den fördömma, Som, född i Sverge, wågar glömma, At han är född at wara fri. också Almän Uplysning är första och vissaste steget till Almänt Wäl. Tryckfrihets-Förordningen samt Sanning och rätt (citerad äldre stavning)

## Redaktion
Tidskriften upphörde med häfte 3 nummer 20  i mars 1794. Tidningen var en politisk skrift innehållande uppsatser av T. Thorild, Pehr Falck, A. Nordell, Christian Johanson, F. W. Leijonancker, Carl Nyrén med flera. Av nr 1-9 finns en  andra upplaga tryckt hos J. P. Lindh.
I de vanligen förekommande exemplaren av Patrioten finnas flera luckor i texten på sidorna 283, 287, 292, 293, 294, 400 och 402, antagligen följder av boktryckarens censur. Några få exemplar finnas likväl, där dessa sidor är fullständiga. Philipson har även själv med bläck ifyllt nämnda luckor i de exemplar, han anträffat.

## Tryckning
Förste tryckare av tidningen var C. G. Cronland från 17 augusti  1792 till 7 september 1792, nummer 1-9. Sen blev J. P. Lindh tryckare från 11 september 1792 till okänt datum 1794 och därefter Anders Jacob Nordström  till mars.1794. Tidningen trycktes med frakturstil Fr. med devis på titelbladets baksida. Tidningen kom ut  två dagar i veckan tisdag och fredag med 2 till åtta  sidor i kvartoformat. Häfte 1 50 nummer, häfte 2 60 nummer och häfte tre 20 nummer sammanlagt 530 sidor därav innehålla sidorna 527-530 Ämnen, som förekomma i Weckoskriften Patrioten. Kostnaden var 1 riksdaler specie för 48 nummer.